# Морской ястреб (фильм, 1924)
Морской ястреб (англ. The Sea Hawk) — американская приключенческая мелодрама режиссёра Фрэнка Ллойда 1924.

## Сюжет
Измена брата и невесты приводит английского аристократа Оливера Трессилиана на галеры. Теперь он бесправный раб, которого бьют плетьми надзиратели. Но жизнь изменчива, Оливер принимает мусульманство и волей судьбы становится морским ястребом — пиратом, чье имя внушает ужас европейцам. Он возвращается, чтобы отомстить, но сделает ли месть его таким же счастливым, как прежде.

## В ролях
- Милтон Силлс — сэр Оливер Трессилиан
- Энид Беннетт — леди Розамунда Годольфин
- Ллойд Хьюз — Лайонел Трессилиан
- Уоллес Бири — капитан Джаспер Ли
- Марк МакДермотт — сэр Джон Киллигру
- Уоллес МакДональд — Питер Годольфин
- Берт Вудрафф — Ник
- Клер Дю Брей — Сирен
- Лайонел Бельмор — судья Энтони Бейн